# Двойник
 За дефекта в кристалите вижте Двойник (кристалография).  
Двойник (на немски: Doppelgänger – Допелгенгер) е лице, което силно наподобява на друго лице, но между тях генетична връзка няма, като например при близнаците. Освен за одушевени, може да се отнася и за неодушевени обекти, например някои гъби и растения в природата.
Названието „Допелгенгер“ се използва и в много други езици, като например в английски, френски, италиански и испански, както и на тайски език, китайски и руски, което ни връща към немския романтизъм. На практика двойник е невъзможно да съществува, което предизвиква определен интерес към тази тема в изкуството, вярванията и религията.

## Двойник в биологията
Пример за двойник в биологията може да се даде с гъбите. Много от ядливите гъби имат т.нар. отровни двойници – като това може да са отделни родове с визуална близост или отровни и неотровни от един и същи род. Например:
- Печурка – зелена мухоморка, бяла леплива мухоморка, карболова печурка и др.,
- Манатарка (меча гъба) – горчива манатарка и дяволска гъба[2],
- Рижика (червена млечница) – мъхнатка (отровна млечница),
- Булка – червена мухоморка,
- Челядинка – лъжлива челядинка,
- Пачи крак – лъжлив пачи крак, горчива миризливка,
- Зимна припънка – отровна пънчушка.

### Исторически свидетелства за двойници
- Мопасан разказва за срещата със своя двойник в разказа „Той“ („Lui“).
- Пърси Биш Шели разказва, че е срещнал своя двойник като предзнаменование за скорошна смърт
- Кралица Елизабет I разказва, че е видяла двойника си на смъртния си одър – точно преди да умре.
- Когато Екатерина II видяла своя двойник, тя наредила на войниците си да стрелят по него.
- Джон Дън, английски поет, е видял двойника на съпругата си в Париж, предвещаващ смъртта на дъщерите им, които се очаквало да се родят.
- В края на Втората световна война, когато съветските сили влизат в Берлин, намират тяло, много подобно на това на Хитлер.

## Двойници в изкуството
Двойниците се появяват в много фентъзи или фантастични произведения. Те са злонамерени същества, които сменят външния си вид, за да се представят за някои от добронамерените герои. Срещат се и в ролевите игри например Dungeons and Dragons и Warhammer, където са описани като същества, които се опитват да узурпират високопоставени герои.

### В литературата
- Странния случай на д-р Джекил и Хайд – Робърт Луис Стивънсън;
- Descent into Hell (Слизане в ада) – Чарлз Уилямс;
- r на Киоши Куросава (2003)
- Shining et Eyes Wide Shut на Стенли Кубрик
- L'Inconnu du Nord-Express на Алфред Хичкок
- Туин Пийкс на Дейвид Линч
- Телевизионната серия Two
- Няколко епизода на Стар Трек
- епизодът Fight Club на серията X-Files
- Катерина Петрова и Елена Гилбърт от „Дневниците на вампира“
- Сайлъс и Стефан Салваторе от „Дневниците на вампира“